# Honbice
Honbice (en allemand : Hombitz) est une commune du district de Chrudim, d6ans la région de Pardubice, en République tchèque. Sa population s'élevait à 168 habitants en 2022.

## Géographie
Honbice se trouve à 8 km à l'est de Chrudim, à 14 km au sud-est de Pardubice et à 106 km à l'est-sud-est de Prague.
La commune est limitée par Nabočany au nord, par Trojovice et Řestoky à l'est, par Zaječice au sud, et par Orel et Kočí à l'ouest.

## Histoire
La première mention écrite de la localité date de 1244.

## Transports
Par la route, Honbice se trouve à 9 km de Chrudim, à 18 km de Pardubice et à 128 km de Prague. 